# لیم گوم-بیول
لیم گوم-بیول (انگلیسی: Lim Geum-byeol؛ متولد ۲۳ ژوئن ۱۹۹۸) یک تکواندوکار اهل کره جنوبی است.
وی در مسابقات قهرمانی تکواندو جهان ۲۰۱۵ در چلیابینسک مدال طلا را در دسته خروس‌وزن (سبک‌وزن) از آن خود کرد.